# Ервін (Північна Кароліна)
Ервін (англ. Erwin) — місто (англ. town) в США, в окрузі Гарнетт штату Північна Кароліна. Населення — 4542 особи (2020).

## Географія
Ервін розташований за координатами 35°19′20″ пн. ш. 78°40′25″ зх. д. / 35.32222° пн. ш. 78.67361° зх. д. (35.322217, -78.673530).  За даними Бюро перепису населення США в 2010 році місто мало площу 10,95 км², з яких 10,85 км² — суходіл та 0,10 км² — водойми.

## Демографія
Згідно з переписом 2010 року, у місті мешкало 4405 осіб у 1811 домогосподарстві у складі 1214 родин. Густота населення становила 402 особи/км².  Було 2015 помешкань (184/км²).
Расовий склад населення:
| - 74,0 % — білих - 17,3 % — чорних або афроамериканців - 0,9 % — корінних американців - 0,3 % — азіатів - 4,9 % — осіб інших рас |

До двох чи більше рас належало 2,6 %. Частка іспаномовних становила 7,4 % від усіх жителів.
За віковим діапазоном населення розподілялося таким чином: 23,5 % — особи молодші 18 років, 59,0 % — особи у віці 18—64 років, 17,5 % — особи у віці 65 років та старші. Медіана віку мешканця становила 40,1 року. На 100 осіб жіночої статі у місті припадало 89,9 чоловіків;  на 100 жінок у віці від 18 років та старших — 86,1 чоловіків також старших 18 років.
Середній дохід на одне домашнє господарство  становив 47 651 долар США (медіана — 35 170), а середній дохід на одну сім'ю — 58 112 долари (медіана — 46 006). Медіана доходів становила 36 776 доларів для чоловіків та 30 274 долари для жінок. За межею бідності перебувало 22,2 % осіб, у тому числі 32,0 % дітей у віці до 18 років та 15,8 % осіб у віці 65 років та старших.
Цивільне працевлаштоване населення становило 1763 особи. Основні галузі зайнятості: освіта, охорона здоров'я та соціальна допомога — 27,4 %, роздрібна торгівля — 14,9 %, будівництво — 11,6 %, виробництво — 9,5 %.